# Municipio de Tixcacalcupul
El municipio de Tixcacalcupul es uno de los 106 municipios del estado mexicano de Yucatán. Su cabecera municipal es la localidad homónima de Tixcacalcupul.

## Toponimia
El nombre del municipio, Tixcacalcupul, significa en lengua maya las dos bocas o los dos cuellos de Kupul (patronímico maya).

## Colindancia
El municipio de Tixcacalcupul se ubica en el oriente del estado de Yucatán, en la zona maicera del estado, colinda al norte con Tekom, al sur con el  estado  de Quintana Roo, al oriente con Chichimilá y al occidente con Chikindzonot.

## Datos históricos
La región que hoy ocupa el municipio de Tixcacalcupul perteneció, durante la época prehispánica, a la provincia de los Cupules.
- 1550: Se establece la primera encomienda.
- 1847: En el mes de agosto, empezada la Guerra de Castas, los indígenas sublevados tomaron por asalto el poblado, matando a casi todos sus habitantes.
- 1848: Juan Cupul, indígena maya que capitaneó a los habitantes para impedir que la población maya de Tixcacalcupul fuera arrasada por las tropas del gobierno durante la propia Guerra de Castas.
- 1918: Se establece el municipio libre de Tixcacalcupul.
- 1919: Por decreto del 10 de junio, Tekom dejó de pertenecer a este municipio y se convirtió en municipio independiente. Tixcacalcupul perdió entonces una buena parte de su territorio.
- 1932: El 20 de agosto se elevó a la categoría de pueblo la ranchería Ekpedz.
- 1935: El 14 de febrero adquirió la categoría de rancherías las localidades de Poop y Mahas.

## Economía
Hoy, como tradicionalmente, la economía de Tixcacalcupul está basada en el cultivo del máiz. Se siembra también frijol, variedades de chiles y hortalizas.
Se practica la cría de ganado bovino y la avicultura en menor escala.
Un número importante de habitantes del municipio debe desplazarse en la actualidad hacía la zona turística del Caribe -Cancún, Playa del Carmen- en busca de yn trabajo mejor remunerado.

## Atractivos turísticos
- Arqueológicos: Hay vestigios de la cultura maya en la zona de Zac Beh.

- Históricos: la estatua de Juan Cupul en el parque principal de la cabecera municipal.

- Fiestas populares: El 13 de septiembre se festeja a San Román. Durante la fiesta se celebra una procesión, se organizan corridas de toros y las tradicionales vaquerías